# خصلت خانوادگی (فیلم ۲۰۰۳)
خصلت خانوادگی (به انگلیسی: It Runs in the Family) فیلمی محصول سال ۲۰۰۳ و به کارگردانی فرد شپیسی است. در این فیلم بازیگرانی همچون مایکل داگلاس، کرک داگلاس، کامرون داگلاس، دایانا داگلاس، روری کالکین، برنادت پیترز، میشل موناهن، جفری آرند، ساریتا چودری، آدرا مک‌دانلد، جاش پایس، آدریان مارتینز و آنی گلدن ایفای نقش کرده‌اند.